# بایرون بک
بایرون بک (انگلیسی: Byron Beck؛ زادهٔ ۲۵ ژانویهٔ ۱۹۴۵) بازیکن بسکتبال اهل ایالات متحده آمریکا است.
از باشگاه‌هایی که در آن بازی کرده‌است می‌توان به دنور ناگتس اشاره کرد.